# Homilopatie
Homilopatie (łac. homilopathiae) – zaburzenia i choroby psychiczne zaliczane przez Emila Kraepelina do tzw. Verkehrspsychosen, tj. do psychoz będących reakcją psychiczną na utrudnienie lub zniekształcenie percepcji zjawisk zachodzących w otoczeniu wywołane kalectwem. Np. reakcje urojeniowe u osób głuchych lub niewidomych, które znalazły się w środowisku obcojęzycznym i nie mogą się porozumieć. Zaburzenia te mogą pojawić się u osób, które na skutek kalectwa lub długotrwałej choroby nie mają kontaktu z otoczeniem. Do homilopatii zaliczamy też odczyny reaktywne u dzieci jąkających się, zanieczyszczających się i wstydzących się swoich braków.